# Kanton Avesnes-sur-Helpe
Kanton Avesnes-sur-Helpe is een kanton van het Franse Noorderdepartement. Het kanton maakt deel uit van het arrondissement Avesnes-sur-Helpe.
Het kanton werd opgericht bij decreet van 17 februari 2014, in voege vanaf begin 2015. Het is gevormd door samenvoeging van delen van de kantons Le Quesnoy-Est, Le Quesnoy-Ouest,  Avesnes-sur-Helpe-Sud, Avesnes-sur-Helpe-Nord, Landrecies en Hautmont.

## Gemeenten
Het kanton Avesnes-sur-Helpe omvat de volgende 52 gemeenten:
- Avesnes-sur-Helpe
- Beaudignies
- Beaufort
- Beaurepaire-sur-Sambre
- Boulogne-sur-Helpe
- Bousies
- Cartignies
- Croix-Caluyau
- Dompierre-sur-Helpe
- Dourlers
- Éclaibes
- Englefontaine
- Étrœungt
- Le Favril
- Floursies
- Floyon
- Fontaine-au-Bois
- Forest-en-Cambrésis
- Ghissignies
- Grand-Fayt
- Haut-Lieu
- Hautmont
- Hecq
- Jolimetz
- Landrecies
- Larouillies
- Limont-Fontaine
- Locquignol
- Louvignies-Quesnoy
- Marbaix
- Maresches
- Maroilles
- Neuville-en-Avesnois
- Orsinval
- Petit-Fayt
- Poix-du-Nord
- Potelle
- Preux-au-Bois
- Prisches
- Le Quesnoy
- Raucourt-au-Bois
- Robersart
- Ruesnes
- Saint-Aubin
- Saint-Hilaire-sur-Helpe
- Saint-Remy-du-Nord
- Salesches
- Semousies
- Sepmeries
- Taisnières-en-Thiérache
- Vendegies-au-Bois
- Villers-Pol